# Stanów
Stanów (niem. Rengersdorf) – wieś w Polsce, położona w województwie lubuskim, w powiecie żagańskim, w gminie Brzeźnica.
W latach 1975–1998 miejscowość administracyjnie należała do województwa zielonogórskiego.

## Zabytki
Do wojewódzkiego rejestru zabytków wpisany jest:
- kościół filialny pod wezwaniem św. Mikołaja, barokowy z lat 1740-1743.

## Demografia
Liczba mieszkańców miejscowości w poszczególnych latach:
| Rok  | Ilość mieszkańców |
| ---- | ----------------- |
| 1998 | 276               |
| 2002 | 241               |
| 2009 | 241               |
| 2011 | 239               |
| 2021 | 212               |